# Rushmore (Ohio)
Rushmore önkormányzat nélküli település az USA Ohio államában, Putnam megyében. 